# Gavin Hamilton

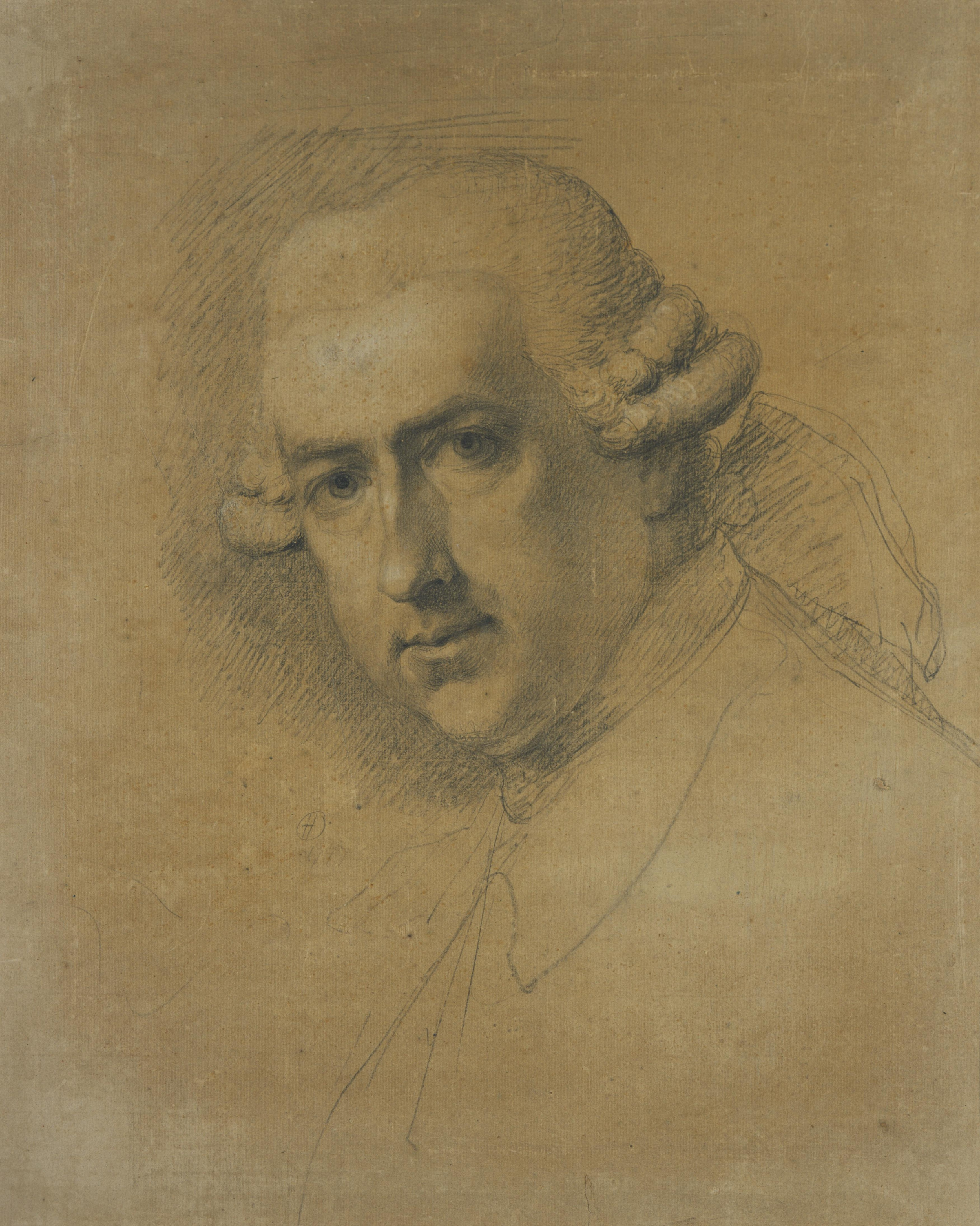
Gavin Hamilton por Ozias Humphry, 1778

Gavin Hamilton (Lanarkshire, 1723 – Roma, 4 de janeiro de 1798) foi um pintor, arqueólogo e antiquário da Escócia.
Era da família dos duques de Hamilton, e foi educado na Universidade de Glasgow, seguindo para Roma na década de 1740, estudando com Agostino Masucci. Voltou brevemente para sua terra e fez alguns trabalhos em Londres, antes de se fixar definitivamente em Roma em 1756. Sua temática era a pintura histórica e o retrato. Criou uma série de obras retratando cenas da Ilíada de Homero, que se tornaram célebres e muito influentes depois que foram divulgadas em gravuras. Como antiquário fez algumas escavações arqueológicas na Villa de Adriano, encontrando várias obras antigas. Depois fez outras escavações nos arredores de Roma, e seus achados foram vendidos para colecionadores ingleses e em parte doados ao Vaticano. Foi amigo de Piranesi e Canova.